# Jeremias (Band)

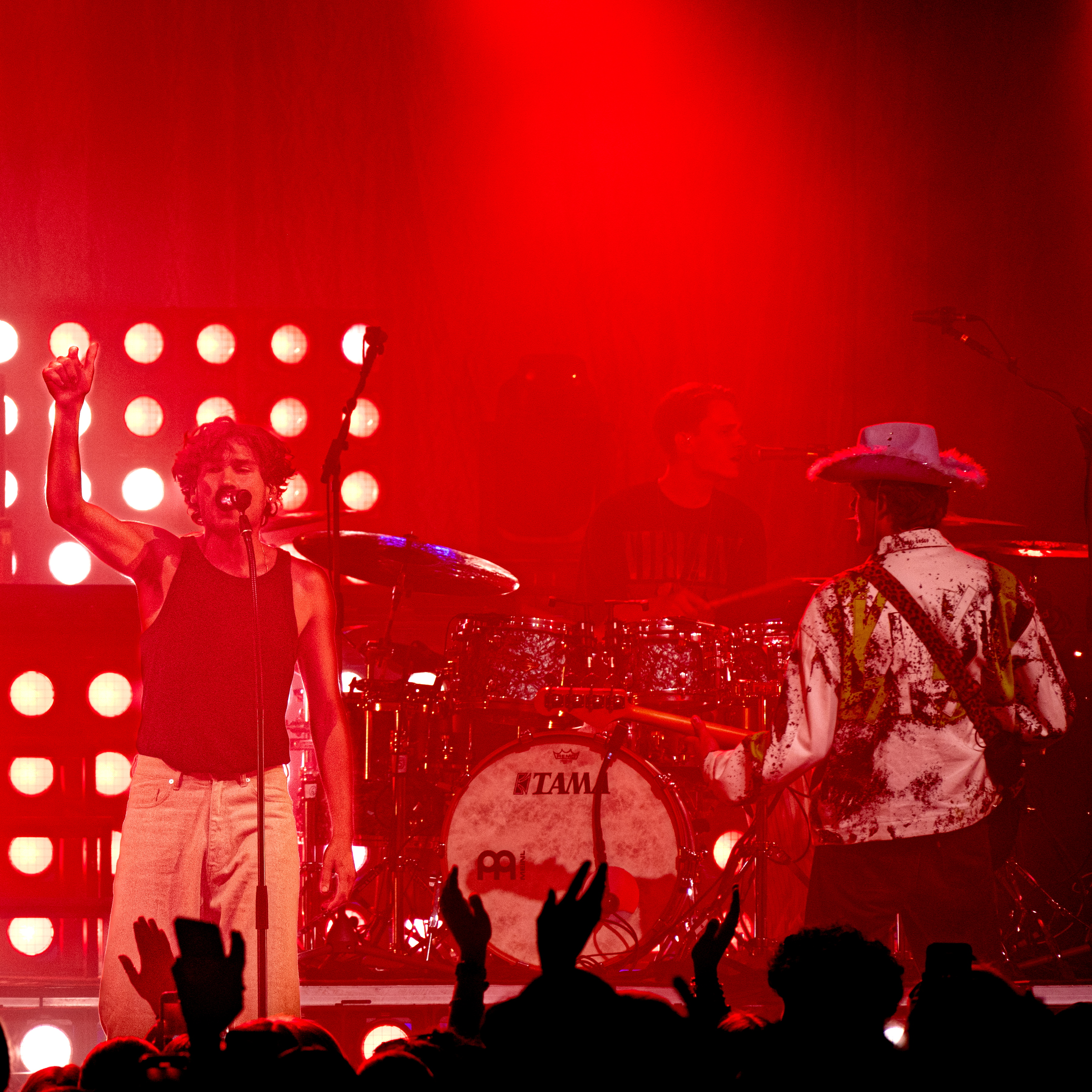
Jeremias auf dem ZMF 2024 in Freiburg

Jeremias (Eigenschreibweise: JEREMIAS) ist eine deutsche Indie-Pop-Band aus Hannover, die 2018 gegründet wurde. Benannt wurde sie nach dem Frontsänger Jeremias Heimbach. Die Band steht bei Vertigo Records unter Vertrag. Verlegt werden die Werke vom Leipziger Musikverlag Kick The Flame.

## Geschichte
2015 tat sich Frontmann und Sänger Jeremias Heimbach, der bis dahin als Singer-Songwriter Musik gemacht hatte, mit Oliver Sparkuhle zusammen, um das Vorhaben einer gemeinsamen Band umzusetzen. 2018 wurde sie offiziell gegründet. In der aktuellen Besetzung spielt Jeremias seit dem Frühjahr 2018. Bei einem Auftritt im niedersächsischen Helmstedt wurde die Band von einer Künstleragentur entdeckt und unter Vertrag genommen. Einem größeren Publikum wurde Jeremias unter anderem als Vorgruppe von Giant Rooks und OK Kid bekannt. Ihre von Tim Tautorat produzierte Debüt-EP Du musst an den Frühling glauben veröffentlichte die Band im Oktober 2019. Am 28. Mai 2021 erschien das erste Album der Band Golden Hour, das Platz 9 der deutschen Album-Charts belegte.
2022 begleitete Jeremias den Rapper Cro als Vorgruppe auf seiner „Trip is (a)live“-Tour.
2025 veröffentlichte die Band das von Tim Tautorat produzierte Album trust.

## Stil
Die Musik von Jeremias weist nach eigenen Angaben stilistische Ähnlichkeiten mit der Musik von Parcels und Tom Misch auf. Ihren Stil beschreibt die Band als „Disco-Funk“.

## Diskografie

### Studioalben
| Jahr | Titel Musiklabel                    | Höchstplatzierung, Gesamtwochen, AuszeichnungChartplatzierungen (Jahr, Titel, Musiklabel, Platzierungen, Wochen, Auszeichnungen, Anmerkungen) | Höchstplatzierung, Gesamtwochen, AuszeichnungChartplatzierungen (Jahr, Titel, Musiklabel, Platzierungen, Wochen, Auszeichnungen, Anmerkungen) | Höchstplatzierung, Gesamtwochen, AuszeichnungChartplatzierungen (Jahr, Titel, Musiklabel, Platzierungen, Wochen, Auszeichnungen, Anmerkungen) | Anmerkungen                              |
| Jahr | Titel Musiklabel                    | DE | AT | CH | Anmerkungen                              |
| ---- | ----------------------------------- | --- | --- | --- | ---------------------------------------- |
| 2021 | Golden Hour Vertigo                 | DE9 (1 Wo.)DE | AT28 (3 Wo.)AT | CH81 (1 Wo.)CH | Erstveröffentlichung: 28. Mai 2021       |
| 2023 | Von Wind und Anonymität Vertigo     | DE3 (5 Wo.)DE | AT11 (4 Wo.)AT | CH14 (3 Wo.)CH | Erstveröffentlichung: 22. September 2023 |
| 2024 | Ich fühl alles für dich mit Vertigo | DE20 (1 Wo.)DE | — | — | Erstveröffentlichung: 20. März 2024      |
| 2025 | Trust Vertigo                       | DE2 (1 Wo.)DE | AT34 (1 Wo.)AT | — | Erstveröffentlichung: 30. Mai 2025       |

### EPs
- 2019: Du musst an den Frühling glauben
- 2020: Alma

### Singles
| Jahr | Titel Album                                      | Höchstplatzierung, Gesamtwochen, AuszeichnungChartplatzierungen (Jahr, Titel, Album, Platzierungen, Wochen, Auszeichnungen, Anmerkungen) | Höchstplatzierung, Gesamtwochen, AuszeichnungChartplatzierungen (Jahr, Titel, Album, Platzierungen, Wochen, Auszeichnungen, Anmerkungen) | Höchstplatzierung, Gesamtwochen, AuszeichnungChartplatzierungen (Jahr, Titel, Album, Platzierungen, Wochen, Auszeichnungen, Anmerkungen) | Anmerkungen                                                                              |
| Jahr | Titel Album                                      | DE | AT | CH | Anmerkungen                                                                              |
| ---- | ------------------------------------------------ | --- | --- | --- | ---------------------------------------------------------------------------------------- |
| 2019 | Grüne Augen lügen nicht –                        | DE96 (1 Wo.)DE | AT64 Gold · (2 Wo.)AT | — | Erstveröffentlichung: 27. Dezember 2019 Verkäufe: + 15.000                               |
| 2021 | Liebe zu dritt –                                 | DE77 (1 Wo.)DE | AT— GoldAT | CH— GoldCH | Erstveröffentlichung: 13. August 2021 Verkäufe: + 25.000; Provinz feat. Majan & Jeremias |
| 2023 | Verrückt Von Wind und Anonymität                 | DE— aDE | — | — | Erstveröffentlichung: 2023                                                               |
| 2024 | Mambo (#40Bochum) 4630 Bochum (40 Jahre Edition) | DE— bDE | — | — | Erstveröffentlichung: 24. Mai 2024 Herbert Grönemeyer feat. Jeremias                     |
| 2024 | Fallen Trust                                     | DE— cDE | — | — | Erstveröffentlichung: 12. Juli 2024                                                      |
| 2024 | Bye x3 Wilmersdorfs Kind                         | DE40 (4 Wo.)DE | — | — | Erstveröffentlichung: 15. August 2024 Ski Aggu feat. Jeremias                            |
| 2024 | Meer Trust                                       | DE4 (10 Wo.)DE | AT3 (7 Wo.)AT | CH25 (3 Wo.)CH | Erstveröffentlichung: 6. September 2024                                                  |
| 2024 | Sag mir was ich nicht weiß Trust                 | DE79 (1 Wo.)DE | — | — | Erstveröffentlichung: 8. November 2024                                                   |

Weitere Singles
- 2019: Alles
- 2019: Sommer
- 2019: Diffus
- 2019: Du musst an den Frühling glauben
- 2020: Bésame Mucho
- 2020: Schon okay
- 2020: Mit mir
- 2020: Keine liebe
- 2020: Alma
- 2020: Hdl
- 2020: Mio
- 2021: Nie ankommen
- 2021: Paris
- 2021: Ich mags
- 2021: Liebe zu dritt
- 2021: Blaue Augen
- 2022: Das Letzte (mit OK Kid)
- 2022: Einfach v2
- 2022: Fin
- 2022: Unique
- 2023: Julia
- 2023: Wir haben den Winter überlebt
- 2023: Egoist
- 2023: Da für dich
- 2023: Goldmund
- 2024: Liebe teilen (mit Lena & Linus und TYM)
- 2024: Meer
- 2025: Ein Mensch
- 2025: Trust

## Auszeichnungen für Musikverkäufe
Anmerkung: Auszeichnungen in Ländern aus den Charttabellen bzw. Chartboxen sind in ebendiesen zu finden.
| Land/RegionAuszeichnungen für Musikverkäufe (Land/Region, Auszeichnungen, Verkäufe, Quellen) | Gold     | Platin | Verkäufe | Quellen      |
| -------------------------------------------------------------------------------------------- | -------- | ------ | -------- | ------------ |
| Österreich (IFPI)                                                                            | 2× Gold2 | —      | 30.000   | ifpi.at      |
| Schweiz (IFPI)                                                                               | Gold1    | —      | 10.000   | hitparade.ch |
| Insgesamt                                                                                    | 3× Gold3 | —      |          |              |